# IT Андромеды
IT Андромеды (лат. IT Andromedae) — одиночная переменная звезда в созвездии Андромеды на расстоянии (вычисленном из значения параллакса) приблизительно 45616 световых лет (около 13986 парсеков) от Солнца. Видимая звёздная величина звезды — от +17,2m до +16,5m.

## Характеристики
IT Андромеды — жёлто-белая пульсирующая переменная звезда типа RR Лиры (RRAB) спектрального класса F. Эффективная температура — около 6276 K.